# Жартас (Алматинская область)
Жартас (каз. Жартас) — село в Жамбылском районе Алматинской области Казахстана. Входит в состав сельского округа Матибулак. Находится примерно в 78 км к северо-западу от села Узынагаш. Код КАТО — 194255500.

## Население
В 1999 году население села составляло 78 человек (44 мужчины и 34 женщины). По данным переписи 2009 года, в селе проживали 92 человека (43 мужчины и 49 женщин).